# Big House
Pour plus de détails, voir Fiche technique et Distribution.
Big House (titre original : The Big House) est un film américain réalisé par George W. Hill, sorti en 1930.

## Synopsis
Dans une prison des États-Unis, trois prisonniers partagent la même cellule, et réfléchissent à un moyen de s'évader en organisant une révolte dans l'établissement.

## Fiche technique
- Titre : Big House
- Titre original : The Big House
- Réalisation : George W. Hill
- Scénario : Frances Marion, Joseph Farnham et Martin Flavin
- Photographie : Harold Wenstrom
- Montage : Blanche Sewell
- Direction artistique : Cedric Gibbons
- Technicien du son : Douglas Shearer
- Pays de production :  États-Unis
- Format : Noir et blanc - Mono
- Genre : Drame, thriller
- Durée : 87 minutes
- Date de sortie : 1930

## Distribution
- Chester Morris : John Morgan
- Wallace Beery : 'Machine Gun' Butch Schmidt
- Lewis Stone : le directeur James Adams
- Robert Montgomery : Kent Marlowe
- Leila Hyams : Anne Marlowe
- George F. Marion : « Pop »
- Karl Dane : Olsen
- Claire McDowell : Mme Marlowe
- Robert Emmett O'Connor : Sergent de police Donlin
- Tom Wilson : Sandy, garde
- DeWitt Jennings : Wallace, garde
- Mathew Betz : Gopher
- J. C. Nugent : M. Marlowe

## Récompenses et distinctions

### Récompenses
- 1930 : Oscar du meilleur scénario adapté pour Frances Marion
- 1930 : Oscar du meilleur mixage de son pour Douglas Shearer

### Nominations
- 1930 : Oscar du meilleur film
- 1930 : Oscar du meilleur acteur pour Wallace Beery